# Ficopomatus enigmaticus
Cascail
Espèce
Synonymes
Mercierella enigmaticus
Synonymes
- Mercierella enigmatica Fauvel, 1923[1]
- Phycopomatus enigmaticus (lapsus)[1]

Ficopomatus enigmaticus, communément appelé Cascail, est une espèce d'annélides polychètes de la famille des Serpulidae. Il s'agit d'une espèce localement envahissante sur les côtes atlantique et méditerranéenne françaises.

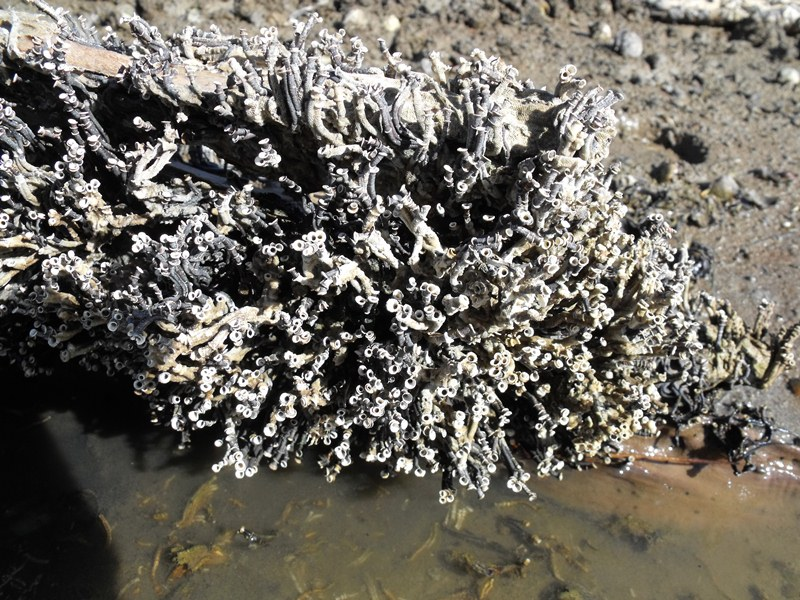
Exemple de « pseudo-récif » formé par ce polychète grégaire.

## Systématique
L'espèce Ficopomatus enigmaticus a été initialement décrite en 1923 par Pierre Fauvel (en) (spécialiste des polychètes) sous le protonyme de Mercierella enigmatica. Cet auteur indique dans son ouvrage de 1923 que cette espèce « forme, sur les tiges de Phragmites, une curieuse association avec un mollusque, Congeria cochleata, un amphipode, Corophium volutator et un bryozoaire, Membranipora lerouxi ».

## Description
La longueur de ce ver est d'environ 2,5 cm. Il s'enferme dans un tube calcaire ne dépassant pas les 10 cm et fermé par un opercule en forme de figue.
Il s'agit d'un ver grégaire dont les constructions groupées de tubes forment des « récifs » d'individus pouvant atteindre plusieurs dizaines de centimètres d'épaisseur.

## Publication originale
- Pierre Fauvel et Fédération française des Sociétés de sciences naturelles (dir.), Faune de France 5. Polychétes errantes, 1923, 488 p. (lire en ligne).